# Neaylax verbenaca
Neaylax verbenaca é uma espécie de insetos himenópteros, mais especificamente de vespas pertencente à família Cynipidae.
A autoridade científica da espécie é Nieves-Aldrey, tendo sido descrita no ano de 1988.
Trata-se de uma espécie presente no território português.